# نصرالله لاهوتی
نصرالله لاهوتی (زاده ۱۲۸۰ خورشیدی در طالقان) نماینده قزوین در دوره پانزدهم مجلس شورای ملی بود
فرزند ملا ذبیح‌الله بود. به مشاغلی از نامه‌نگاری و عریضه‌نویسی تا مرثیه‌خوانی در گورستان‌ها و مکتب‌داری پرداخت تا اینکه سرانجام به واسطه اعظام‌الوزاره در اداره ثبت استخدام شد. چندی در ادره ثبت شهرهای مختلف کار کرد تا رئیس ثبت اسناد قم و سپس قزوین شد.
لاهوتی در سال ۱۳۲۵ مأمور تشکیل شعبه حزب دموکرات در قزوین شد که قوام‌السلطنه نخست‌وزیر وقت به راه انداخته بود. خودش رئیس کمیته حزبی قزوین شد و در بهمن آن سال در انتخابات دوره پانزدهم مجلس شورای ملی به نمایندگی قزوین انتخاب شد. در دوره بعد نتوانست در انتخابات موفق شود، به اداره ثبت بازگشت و رئیس کارگزینی و پس از چندی رئیس ثبت اسناد تهران شد.
نصرالله لاهوتی پس از بازنشستگی دفترخانه‌ای در خیابان پامنار دائر کرد. 